# Pjotr Aronowitsch Fischman

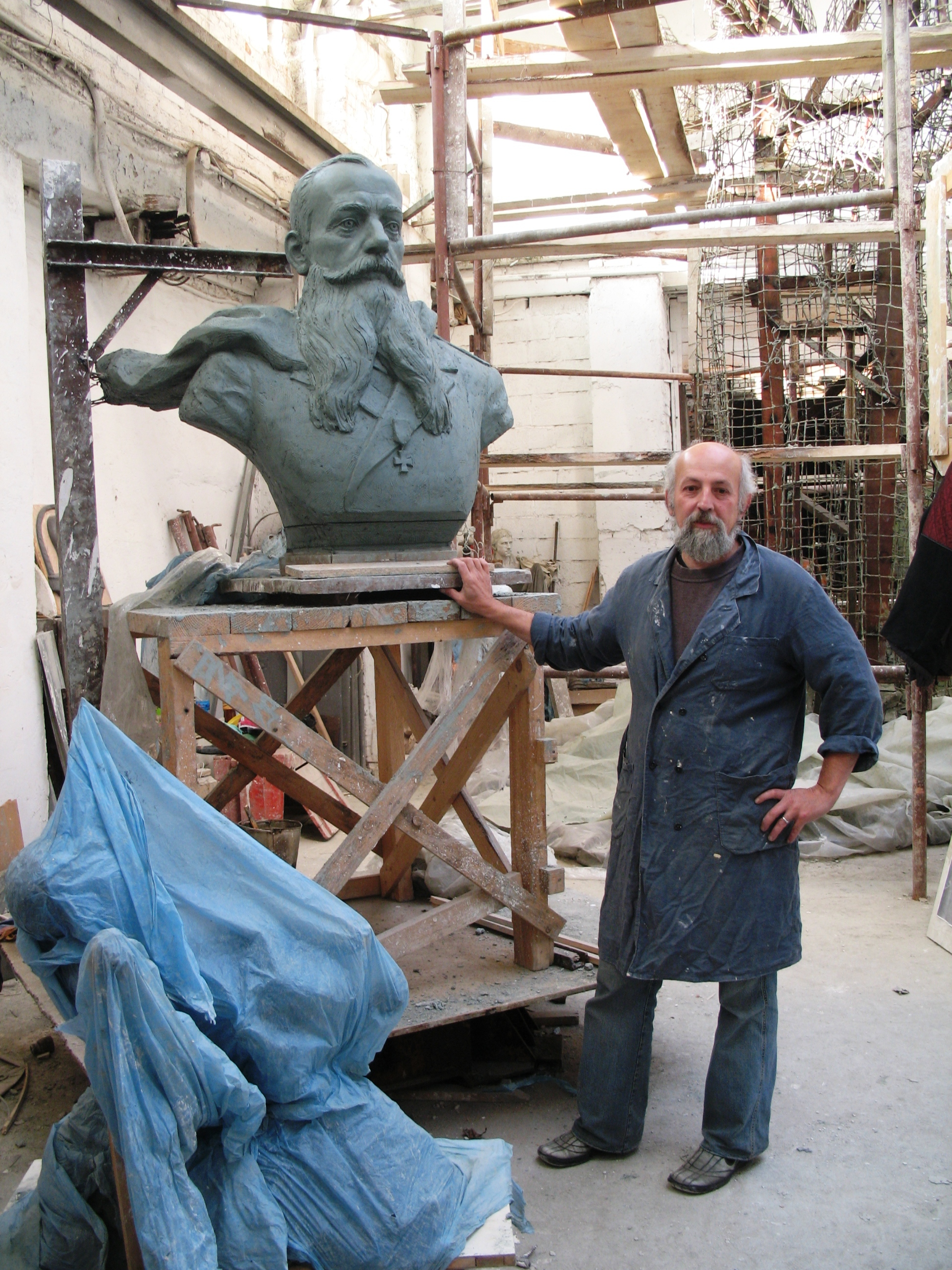
Pjotr Fischman mit Makarow-Büste (Smolensk, 2010)

Pjotr Aronowitsch Fischman (russisch Пётр Аронович Фишман; * 30. November 1955 in Kiew) ist ein sowjetisch-russischer Bildhauer und Hochschullehrer.

## Leben

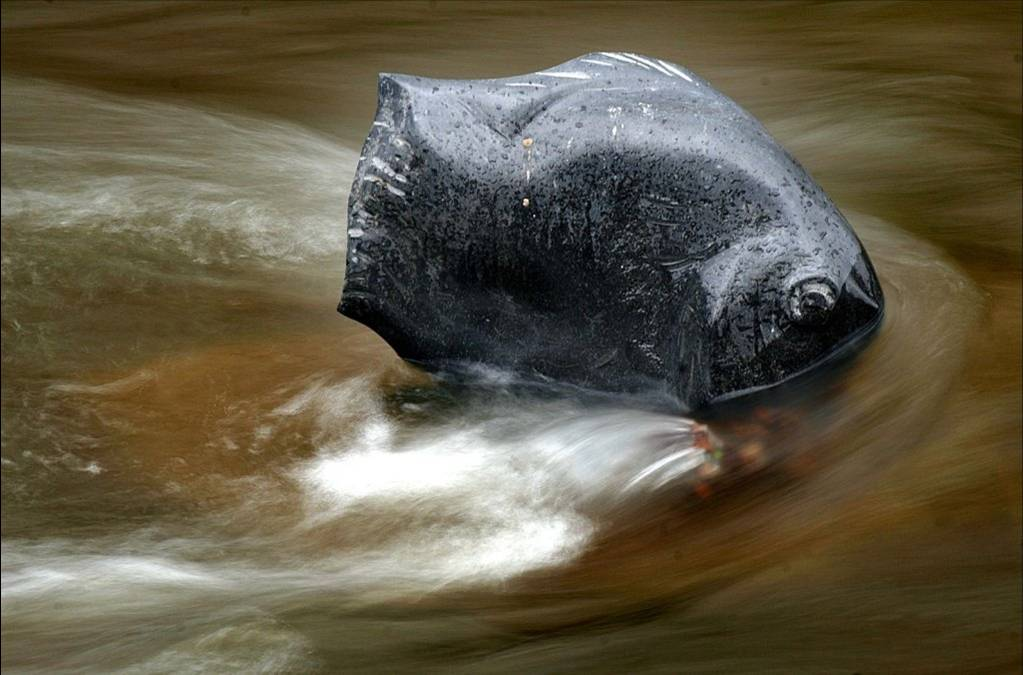
Fischskulptur Buttje (Vom Fischer und seiner Frau; Hagen, 2005)

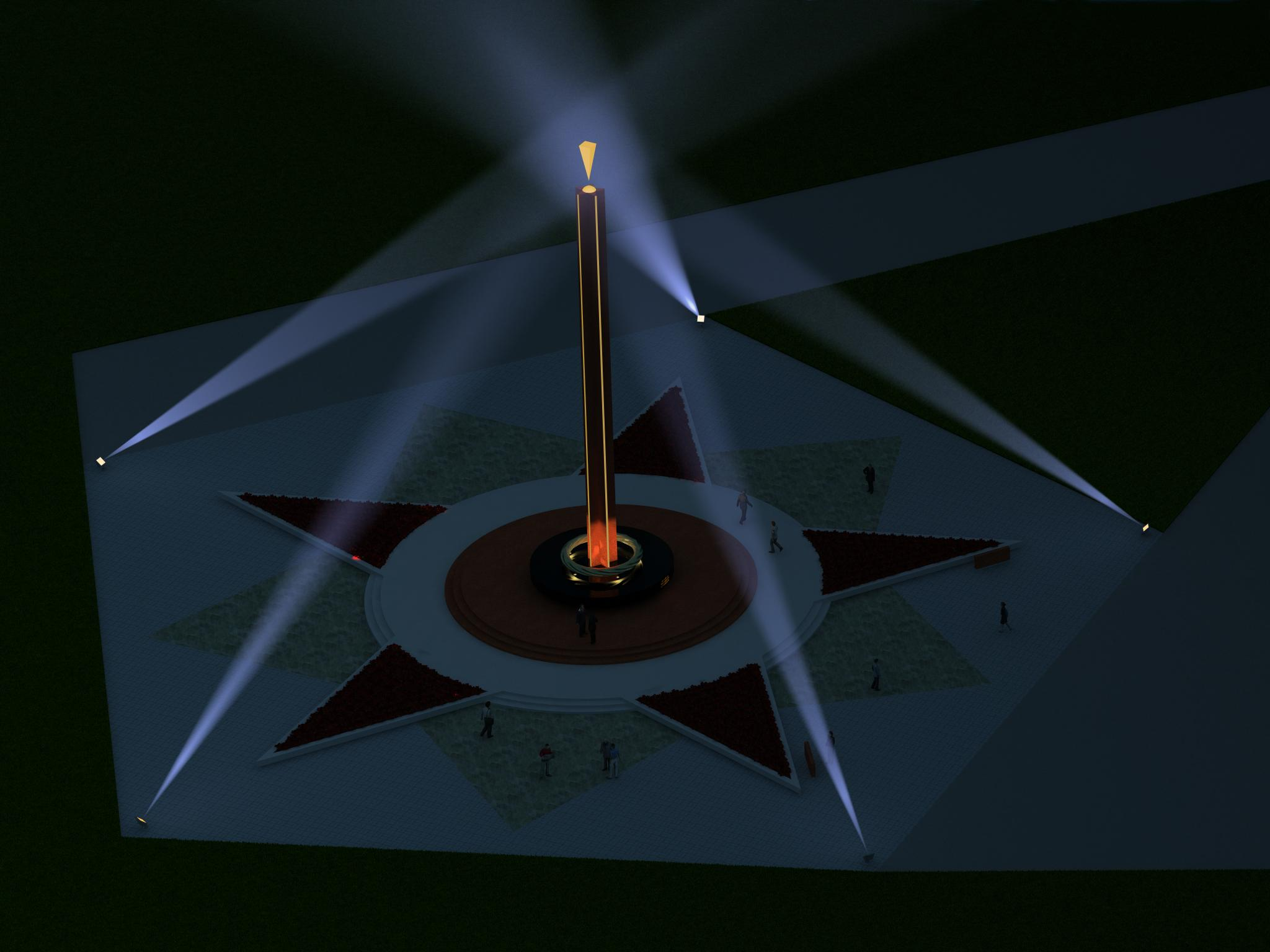
Projekt des Denkmals der Roten Armee in Netanja

Fischmans Vater war Militärbediensteter mit wechselnden Dienstorten, so dass die Familie häufig umzog. Ab 1967 lebte die Familie in Smolensk. Dort begann Fischman im Kunststudio des Pionierpalasts zu zeichnen. Ab 1969 besuchte er die Smolensker Kunstschule, nach deren Abschluss er am Smolensker Staatlichen Pädagogik-Institut in der Fakultät für Kunst und Grafik studierte. 1978 verteidigte er mit großem Erfolg sein Diplom-Projekt für die Komsomol-Bergmänner des Demidowski rajons, das er bei Albert Sergejew angefertigt hatte. Seitdem nimmt er regelmäßig an allen Ausstellungen in der gesamten Sowjetunion/Russland teil.
Von 1980 bis 1986 war Fischman Plastik-Restaurator im Smolensker Museumsverbund. Seitdem arbeitet er als freier Bildhauer. 1989 wurde er Mitglied der Vereinigung der Künstler der UdSSR. Daneben restauriert er Geschichts- und Kunstdenkmäler.
Fischman lehrt seit 2005 Bildhauerei am Lehrstuhl für Design der Smolensker Geisteswissenschaftlichen Universität. 1998 und 2000 organisierte er ein Bildhauersymposium in Smolensk. 2005 war er künstlerischer Leiter der Arbeitsgruppe für den kulturellen Austausch zwischen den Partnerstädten Smolensk und Hagen. Seine Arbeitsschwerpunkte sind monumentale Skulpturen, Denkmalensembles, die architektonische Gestaltung der städtischen Umwelt  und die Gestaltung einzigartiger Innenräume. Große Werke sind in Städten Russlands und Deutschlands zu sehen. Arbeiten Fischmans befinden sich in Privatsammlungen in Russland, den Niederlanden, Deutschland und Israel.

## Ehrungen, Preise
- Anerkennungsdiplom der Vereinigung der Künstler Russlands (1999)
- Anerkennungsdiplom der Russischen Akademie der Künste (2004)
- Staatliches Stipendium der Union der Künstler Russlands im Bereich Bildende Kunst (2005)